# Phylloxera caryaeren
Phylloxera caryaeren är en insektsart. Phylloxera caryaeren ingår i släktet Phylloxera och familjen dvärgbladlöss. Inga underarter finns listade i Catalogue of Life.